# Angélico Vieira
Sandro Milton Vieira Angélico, conhecido como Angélico Vieira (Lisboa, 1 de Janeiro de 1983 — Porto, 28 de Junho de 2011) foi um cantor, actor, produtor e modelo português.

## Biografia
Filho de António Milton Angélico e Filomena Vieira Angélico, angolanos de ascendência portuguesa, Sandro Milton Vieira Angélico nasceu de facto aos 5 minutos do dia 1 de janeiro de 1983, na Maternidade Alfredo da Costa, em Lisboa. Como a maternidade apoiava com enxoval o primeiro bebé do ano, a mãe de Angélico o registrou como se tivesse nascido ao dia 31 de dezembro de 1982, para uma menina que nasceu logo a seguir filha de toxicodependentes receber o apoio do hospital. A mãe de Angélico havia chegado a Lisboa, vinda de Luanda, dois dias antes do parto, para que tivesse melhor assistência médica em Portugal. A avó materna de Angélico morreu no parto de seu último filho, deixando dois filhos mais novos como Filomena em Portugal. Angélico cresceu com a mãe e os tios no Laranjeiro, em Almada. Os tios, que escutavam R&B e Kizomba tiveram influência na formação musical de Angélico. António Milton, pai de Angélico, conhecido como Tomito trabalhava entre Angola e   Brasil, regressando poucas vezes a Portugal.

## Carreira
Aos 21 anos trabalhou como modelo para a agência DXL Models. Frequentava o 3º ano de gestão de empresas turísticas e hoteleiras na Escola Superior de Hotelaria e Turismo do Estoril, quando surgiu a oportunidade de entrar para a série "Morangos com Açúcar", em que a sua personagem tinha o nome "David". Esta série foi a rampa de lançamento para o nascimento da banda D'ZRT.
Em 2005 lançam os álbuns D'ZRT e Ao Vivo no Coliseu. Este último foi gravado nos concertos do Coliseu dos Recreios em 1 e 2 de Outubro de 2005 e inclui um DVD.
Em 2006 foi um dos apresentadores do programa "Clube Morangos". O álbum Original é editado em Junho desse ano.
Em 2007 esteve a trabalhar no Brasil onde fez parte do elenco da telenovela Dance Dance Dance. Nessa altura chegou a namorar com a apresentadora Eliana.
Depois de três anos, os quatro elementos decidiram que era momento de terminar e assim aconteceu. Cada um seguiu com os seus trabalhos. Em 2008 é lançado o disco A Despedida.
Angélico Vieira continuou ligado a música e lançou o seu primeiro álbum a solo com o nome "Angélico" a 29 de Setembro de 2008. No mesmo dia do seu lançamento, o disco foi anunciado como "disco de ouro". Ainda em 2008, foi homenageado com uma estrela no Nirvana Studios - Wall of Fame.
Em 2009 apareceu na telenovela Doce Fugitiva, da TVI. Mais destaque teve depois na novela Feitiço de Amor, do mesmo ano. Dá a voz ao príncipe Naveen no filme A Princesa e o Sapo e é um dos jurados do programa "Uma Canção Para Ti". Também colabora com as Just Girls e com Neuza.
Em Novembro de 2009 o grupo ainda editará o disco Project.
Em 2010 aparece em Espírito Indomável, onde desempenhou o papel de Simão Teixeira.
Começa a trabalhar no seu segundo álbum a solo.

## Acidente e falecimento
Angélico viajava do Porto para Lisboa na madrugada de 25 de junho de 2011, onde apresentaria pela primeira vez o single "O Quanto Gosto de Ti", que viria a fazer parte do seu segundo álbum Eu acredito (2011), na festa Morangomania da TVI.
Seguia acompanhado dos amigos Hélio Filipe, Armanda Leite e Hugo Pinto quando o carro se despistou após perder o eixo da roda traseira na autoestrada do Norte, quilómetro 258,9, sentido norte-sul, perto de Estarreja pelas 3h15. Ao sentir saltar a roda esquerda da frente do BMW, Angélico gritou para os amigos. Cinco viaturas e 15 bombeiros foram enviados ao local, onde Angélico foi encontrado inconsciente e encarcerado no carro, Armanda estava caída no chão, e o cadáver de Hélio foi projectado a cerca de 50 metros depois de ser colhido por um outro carro. Hugo sofreu apenas ferimentos ligeiros. O artista conduzia um BMW 635 emprestado por um stand, que não possuía seguro. Angélico deu entrada no Hospital de Santo António, no Porto, às 5h, onde passou por uma cirurgia de cinco horas e foi acompanhado por centenas de fãs, amigos, a ex-namorada Rita Pereira e sua mãe Filomena. Durante o dia 27 de junho, o estado de Angélico piorou gradativamente. Com a chegada de seu pai, Milton, de Angola, a família declarou estar à espera de um milagre. Às 15 horas do dia 28 de junho seu estado clínico foi declarado irreversível. Durante a tarde, foram realizados exames de estímulos cerebrais, que constataram sua morte cerebral. Às 23h40 teve suas máquinas desligadas e foi declarado oficialmente morto. Os seus órgãos foram doados.

## Discografia

### Solo

#### Álbuns de estúdio
- 2008 - Angélico
- 2011 - Eu acredito

### D'ZRT

#### Álbuns de estúdio
- D'ZRT (2005)
- Original (2006)
- Project (2009)

## Filmografia
- 2004-2006  -  Morangos com Açúcar - David
- 2006/2007 - Doce Fugitiva - ele mesmo
- 2007/2008 - Dance Dance Dance - Bruno Medeiros
- 2009  - Feitiço de Amor - Leonardo
- 2010/2011 - Espírito Indomável - Simão Teixeira

### Dobragem
- A Princesa e o Sapo - dá a voz ao príncipe Naveen.[19]